# جونغ جينغ
جونغ جينغ هي لاعب هوكي الحقل صينية، ولدت في 9 يناير 1994.